# Jože Klarič
Jože Klarič, slovenski častnik, politik, partizan in prvoborec, * 23. maj 1907, Mavrc, † 14. februar 1981, Ljubljana.
Leta 1941 je vstopil v NOB. Postal je sekretar okrožnega odbora OF in predsednik Notranjsko-ribniškega okrožja. Kot odposlanec se je udeležil Zbora odposlancev slovenskega naroda v Kočevju, po vojni pa je bil mdr. sekretar okrajnega komiteja KPS v Kočevju.

## Napredovanja
- rezervni kapetan JLA (?)

## odlikovanja
- red za hrabrost (2x)
- red zaslug za ljudstvo II. stopnje
- red zaslug za ljudstvo III. stopnje
- partizanska spomenica 1941